# Алб (Горен Рейн)
Вижте пояснителната страница за други значения на Алб.
Алб (на немски: Alb) е 51,1 km дълга река в северен Шварцвалд в Баден-Вюртемберг, Германия. Влива се при Карлсруе в Рейн.